# Bouzaréah
Bouzaréah (em árabe: بوزريعة) é uma comuna localizada na província de Argel, no norte da Argélia. Sua população era de 94 203 habitantes, em 2008.